# Papua-Nowa Gwinea
Papua-Nowa Gwinea (ang. Papua New Guinea), Niezależne Państwo Papui-Nowej Gwinei (ang. Independent State of Papua New Guinea) – po Australii, drugie co do wielkości państwo w Oceanii, leży w Melanezji, położone w większości we wschodniej części wyspy Nowa Gwinea. Papua-Nowa Gwinea graniczy z Indonezją (820 km), a konkretniej jej trzema prowincjami: Papuą, Papuą Górską i Papuą Południową. 
Powierzchnia państwa wynosi 462,840 tys. km². W lipcu 2015 roku w Papui-Nowej Gwinei mieszkało 6 672 429 osób. Statusem urzędowym objęte są języki: tok pisin, angielski, hiri motu. Stolicą państwa jest Port Moresby. Walutą jest kina. Papua-Nowa Gwinea uzyskała niepodległość 16 września 1975 roku.
Papua-Nowa Gwinea jest członkiem: Azjatyckiego Banku Rozwoju, Banku Światowego, Forum Wysp Pacyfiku, Międzynarodowej Organizacji Pracy, Międzynarodowego Funduszu Walutowego, Organizacji Narodów Zjednoczonych, Światowej Organizacji Handlu i Współpracy Ekonomicznej Azji i Pacyfiku.

## Geografia
Papua-Nowa Gwinea położona jest we wschodniej części Nowej Gwinei oraz na sąsiednich archipelagach (przede wszystkim Archipelagu Bismarcka i Wyspach Salomona). Rzeźba wysp jest silnie rozczłonkowana.
Centralną część Nowej Gwinei, na której znajduje się Papua-Nowa Gwinea, zajmują Góry Centralne – łańcuch górski ciągnący się przez całą wyspę. Najwyższym szczytem jest Góra Wilhelma (4509 m) leżąca w Górach Bismarcka, jednego z pasm Gór Centralnych.
Do Gór Centralnych od południowego zachodu przylega płaska, rozległa i miejscami silnie zabagniona nizina. Bagna na nizinach są jednymi z największych na świecie. Wyspy przy północnym wybrzeżu Nowej Gwinei oraz Nowa Brytania leżą na obszarze sejsmicznym. W Papui-Nowej Gwinei znajduje się 18 aktywnych wulkanów (m.in. na wyspach: Long, Karkar, Manam). W Papui-Nowej Gwinei często występują trzęsienia ziemi. Sieć rzeczna w Papui-Nowej Gwinei jest dobrze rozwinięta. Najdłuższymi rzekami są: Sepik, Ramu, Fly, Purari.
Na Papui-Nowej Gwinei występuje klimat równikowy (wilgotny, w górach podrównikowy wilgotny). Średnia temperatura dobowa na nizinach wynosi ok. 26 °C, a na terenach górzystych (2500–3000 m) mniej niż 10 °C. Roczna suma opadów waha się od 1500 do 7500 mm. Od grudnia do marca występuje pora bardziej wilgotna, która wiąże się z monsunem północno-zachodnim. Mniej wilgotna pora występuje od maja do października. Na wysokości 2500–3000 m występują ciągłe opady drobnego deszczu (niekiedy gradu).
W Papui-Nowej Gwinei występują lasy równikowe, a na wysokości 1500–3000 m lasy górskie. Zarośla i łąki wysokogórskie znajdują się pod górną granicą lasu na Nowej Gwinei. Na niskich brzegach morskich oraz przy ujściach rzek znajdują się namorzyny. W dorzeczu rzeki Fly występuje sawanna z akacjami i eukaliptusami. Lesistość wynosi 63%.
Wzdłuż wybrzeży występują rafy koralowe.

## Podział administracyjny
Papua-Nowa Gwinea dzieli się na 18 prowincji, jeden region autonomiczny oraz jeden dystrykt stołeczny.

## Historia

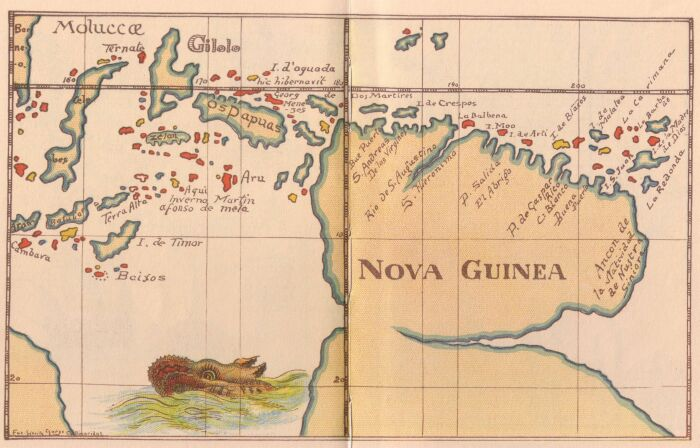
Mapa z XVI w., ilustrująca ówczesny zakres wiedzy o położeniu wyspy i jej wybrzeżach

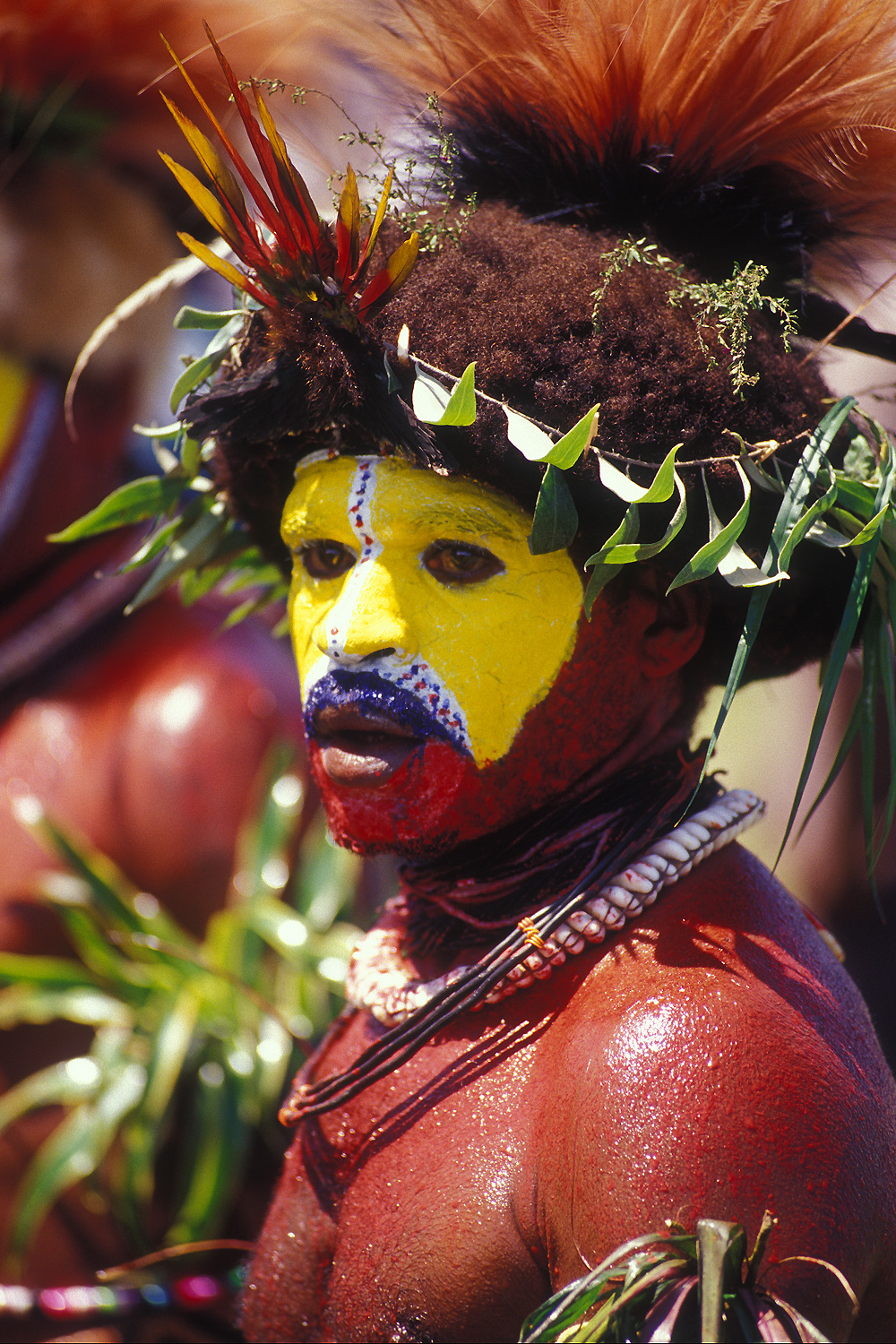
Rdzenny mieszkaniec Papui-Nowej Gwinei

Europejczycy pojawili się na terenach dzisiejszej Papui-Nowej Gwinei w XVI w. W 1884 roku wyspy ogłoszono protektoratami Niemiec (część północna – Nowa Gwinea Niemiecka) i Wielkiej Brytanii (część południowa – Nowa Gwinea Brytyjska). W 1906 roku Australia objęła administrację w brytyjskiej części (nazwanej Terytorium Papui), a w 1914 roku, po wybuchu I wojny światowej, również w niemieckiej. W 1942 roku wyspy zajęła Japonia. We wrześniu 1945 roku alianci wyparli ostatnie wojska japońskie z wysp. W 1946 roku Terytorium Nowej Gwinei ogłoszono terytorium powierniczym Organizacji Narodów Zjednoczonych, którym administrowała Australia. W 1949 roku Australia połączyła obie części w jednolite związkowe terytorium zamorskie o nazwie Papua-Nowa Gwinea. W 1951 roku rozpoczęto przekazywanie lokalnym organom zarządzanie sprawami wewnętrznymi. Powołano Radę Ustawodawczą, którą w 1964 roku zastąpiono wybieraną przez mieszkańców wysp Izbą Zgromadzeń. W grudniu 1973 roku Papua-Nowa Gwinea uzyskała pełną autonomię wewnętrzną, a 16 września 1975 roku ogłosiła niepodległość, przyjęła konstytucję oraz została członkiem Organizacji Narodów Zjednoczonych i brytyjskiej Wspólnoty Narodów.
Pierwszym premierem Papui-Nowej Gwinei został Michael Somare, który był także głównym inicjatorem niepodległości. W 1980 roku urząd premiera objął Julius Chan. W latach 80. występował konflikt z sąsiednią Indonezją przez masowy napływ Papuasów z indonezyjskiej części Nowej Gwinei. Pod koniec lat 80. pojawiły się dążenia separatystyczne na Wyspie Bougainville’a. Po wprowadzeniu stanu wyjątkowego w 1989 roku na wyspie wybuchła wojna domowa. W wyniku wojny zginęło ok. 20 tys. osób, a gospodarka Papui-Nowej Gwinei znacznie ucierpiała (m.in. po zamknięciu kopalni miedzi w Panguna). W 1997 roku funkcję gubernatora generalnego objął Silas Atopare. Po zawieszeniu broni w 1998 roku powołano przejściowy organ administracji wyspy – Ludowy Kongres Bougainville. W 2001 roku Ludowy Kongres Bougainville wynegocjował z rządem stopniowe zwiększanie autonomii wyspy oraz przeprowadzenie do 2020 roku referendum niepodległościowego. W 2002 roku premierem ponownie został Michael Somare, a w 2004 roku funkcję gubernatora generalnego objął Paulias Matane.

## Ustrój polityczny
Zgodnie z konstytucją z 1975 roku (nowelizowaną w 1998) Papua-Nowa Gwinea jest konstytucyjną monarchią parlamentarną. Głową państwa jest monarcha brytyjski (aktualnie Karol III) reprezentowany przez gubernatora generalnego. Gubernator jest mianowany na wniosek Parlamentu, przy czym monarcha może odrzucić kandydaturę. Władza ustawodawcza należy do jednoizbowego Parlamentu Narodowego, który jest wybierany na pięcioletnią kadencję. 89 deputowanych wybiera się w wyborach powszechnych, a 20 w regionalnych. Władzę wykonawczą stanowią Gubernator oraz Rada Wykonawcza składająca się z Premiera i Ministrów. Premierem Gubernator mianuje osobę desygnowaną przez Parlament Narodowy.
Ważniejsze partie polityczne: Sojusz Narodowy, Partia Jedności Papui-Nowej Gwinei, Ludowy Ruch Demokratyczny, Ludowa Partia Postępu, Ludowa Partia Czynu.

## Demografia
Papuasi stanowią 84% ogółu ludności, a Melanezyjczycy – 15%. Papua-Nowa Gwinea jest krajem charakteryzującym się ogromną różnorodnością językową. Pośród prawie siedmiu milionów mieszkańców rozróżnia się 851 języków. Autochtoniczne języki kraju rozpatruje się w ramach dwóch grup: austronezyjskiej i papuaskiej (nieaustronezyjskiej). Silnie zróżnicowane języki papuaskie stanowią większość języków używanych w kraju, natomiast obszar języków austronezyjskich koncentruje się na terenach nadmorskich. Przyrost naturalny w 2017 roku wyniósł 2,37%. Ludność jest rozmieszczona nierównomiernie. Najgęściej zaludnione są doliny na wysokości 1200–2000 m na Nowej Gwinei oraz półwysep Gazelle. Strefy pomiędzy 700 m a 1200 m oraz obszary powyżej 2500 m nie są zamieszkane. W 2017 roku przeciętna długość życia wyniosła 67,3 lat (65,1 dla mężczyzn, 69,7 dla kobiet). 64,2% mieszkańców potrafi czytać i pisać. Główne miasta to: na Nowej Gwinei Port Moresby, Lae, Madang, Wewak, Goroka, Mount Hagen, na Nowej Brytanii Rabaul, na wyspie Bougainville’a Arawa.

### Religia
Kraj deklaruje się jako chrześcijański, z czego większość stanowią protestanci.
Struktura religijna kraju według Spisu Powszechnego w 2011 roku:
- protestanci:
  - luteranie – 19,5%,
  - adwentyści dnia siódmego – 12,9%,
  - zielonoświątkowcy – 10,4%,
  - Kościół Zjednoczony (metodyści i kalwini) – 10,3%,
  - Sojusz Ewangeliczny – 5,9%,
  - anglikanie – 3,2%,
  - baptyści – 2,8%,
- katolicy – 26%[12],
- pozostali chrześcijanie – 4,5%,
- nieokreśleni – 3,1%,
- pozostałe religie – 1,4%.

## Gospodarka
Papua-Nowa Gwinea jest krajem rolniczo-surowcowym. Barierami gospodarczymi są: niski poziom wykształcenia społeczeństwa, brak wykwalifikowanej siły roboczej i kapitału oraz słabo rozwinięta infrastruktura. Programy gospodarcze, które obejmują rozwój górnictwa, leśnictwa i hydroenergetyki finansuje się z pomocy zagranicznej (głównie od Australii). Produkt krajowy brutto na osobę wyniósł w 2016 roku 3700 USD. Przemysł wytwarza 42,8% PKB, usługi 35,7%, rolnictwo 21,5%.
Papua-Nowa Gwinea wydobywa złoto (ze złoża Ok Tedi) w Górach Gwiazd, srebro, rudy miedzi. W 1992 roku rozpoczęto wydobywanie niewielkich ilości ropy naftowej i gazu ziemnego. Rozwinął się przemysł olejarski, cukrowy, mięsny, drzewny, odzieżowy, papierniczy.
85% ludności czynnej zawodowo pracuje w rolnictwie. W prymitywnych warunkach uprawia się taro, jams, bataty i maniok. W Papui-Nowej Gwinei znajdują się także plantacje kawowca, palmy kokosowej i palmy olejowej, trzciny cukrowej, kauczukowca, herbaty, złocienia dalmatyńskiego. W 1990 roku wprowadzono uprawy ryżu. Hoduje się bydło, trzodę chlewną i drób. Poławia się ryby (głównie tuńczyka) i krewetki.
W Papui-Nowej Gwinei znajduje się ponad 580 lotnisk i pasów startowych. Międzynarodowy port lotniczy znajduje się w Port Moresby. Rozwinięta jest żegluga kabotażowa. Głównym portem morskim jest Lae. Długość dróg kołowych wynosi 19,6 tys. km (686 km ma utwardzoną nawierzchnię). Linii kolejowych nie ma, jednak funkcjonowały w przeszłości.
Wartość eksportu w 2016 roku wyniosła 9,224 mld USD, a importu – 2,077 mld USD. Papua-Nowa Gwinea eksportuje głównie złoto, ropę naftową, rudy miedzi i jej koncentratów, kawę, koprę, kakao, drewno i olej, a importuje żywność i żywe zwierzęta, maszyny i sprzęt transportowy, paliwa, wyroby przemysłowe. Głównymi partnerami handlowymi są: Australia, Singapur, Japonia i Chiny.

### Emisja gazów cieplarnianych
Emisja równoważnika dwutlenku węgla z Papui-Nowej-Gwinei wyniosła w 1990 roku 3,858 Mt, z czego 2,307 Mt stanowił dwutlenek węgla. W przeliczeniu na mieszkańca emisja wyniosła wówczas 0,535 t dwutlenku węgla, a w przeliczeniu na 1000 dolarów PKB 225 kg. Następnie emisje nieregularnie rosły, osiągając maksymalne wartości w 2013. Wzrost emisji wynikał głównie z jej zwiększenia przez transport. z kolei maksymalna emisja metanu wystąpiła w 2008. W 2018 emisja dwutlenku węgla pochodzenia kopalnego wyniosła 3,920 Mt, a w przeliczeniu na mieszkańca 0,466 t i w przeliczeniu na 1000 dolarów PKB 119 kg. Udział emisji metanu i dwutlenku węgla przez większość okresu był podobny. Na trzecim miejscu jest podtlenek azotu.